# Oederemia salmonea
Oederemia salmonea là một loài bướm đêm trong họ Noctuidae.